# سباستيان باسونج
سباستيان باسونج نجونا (بالفرنسية: Sébastien Bassong Nguena)‏ (ولد في 9 يوليو 1986 في باريس-فرنسالاعب كرة قدم كاميروني الجنسية، ويلعب كمدافع حالياً لفريق توتنهام هوتسبير في الدوري الممتاز الإنجليزي، و منتخب الكاميرون الوطني.

## روابط خارجية
- سباستيان باسونج على موقع الاتحاد الدولي (مؤرشف)  (الإنجليزية)
- سباستيان باسونج على موقع قاعدة بيانات كرة القدم.إي يو (الإنجليزية)
- سباستيان باسونج على موقع ليكيب (الفرنسية)
- سباستيان باسونج على موقع ناشيونال فوتبول تيمز (الإنجليزية)
- سباستيان باسونج على موقع Soccerbase.com (لاعب) (الإنجليزية)
- سباستيان باسونج على موقع Soccerway.com (الإنجليزية)
- سباستيان باسونج على موقع عالم كرة القدم.نت (الإنجليزية)